# عبد الله عبد الرسول
عبد الله عبد الرسول (1966 -) هو مخرج مسرحى كويتى.

## حياته ونشأته
ولد في الكويت سنة 1966م، مخرج مسرحي كويتي مؤسس مسرح الشباب بدولة الكويت سنة 1981 وترأسه حتى عام 2005م. مدير مهرجان أيام المسرح للشباب بدولة الكويت ورئيس أكاديمية الشباب للفنون.

## مسيرته
ومؤسس مسرح الشباب بدولة الكويت ورئيس مسرح الشباب منذ عام 1981 إلى 2005م. ورئيس مجلس إدارة أكاديمية الشباب للفنون ويشغل وظيفة مدير إدارة المكتب الفني لرعاية الشباب بالهيئة العامة للشباب والرياضة وأستاذ ومدرب مادة الفنون الأدائية بأكاديمية الشباب والفنون. مخرج مسرحي تخصص بإخراج العروض الكرنفالية والاوبريتتات وإخراج العروض العسكرية وتميز بإخراج الأعمال الدرامية الغنائية. أشرف على برامج المسرح الجامعي بجامعة الكويت.
صمم الكثير من البرامج المسرحية المتعلقة بالهواة. قام بإنتاج الكثير من الورش المسرحية الخاصة بالشباب. عضو في لجنة التحكيم لأكثر من مهرجان مسرحي. عضو بلجنة النقاد المسرحيين بعدة مهرجانات. اختارته الأمانة العامة لدول مجلس التعاون لدول الخليج العربية. تم تكريمه بأكثر من مهرجان وفعاليات ثقافية وفنية. مثل دولة الكويت بالكثير بالمهرجانات المسرحية الخاصة بالهواة.

## أعماله الفنية

### تولى تأليف العروض المسرحية التالية
- "الجوهرة" (قدمت عام 1983).
- مسرحية "حامض على بوزه" قدمت عام 1983م.
- مسرحية "بسام في وادي السمك" قدمت عام 1985م.
- مسرحية "عيال الديره" قدمت عام 1986م.
- مسرحية "غريب عجيب" قدمت عام 1986م.
- أوبريت "موطني" قدمت عام 1988م.
- النص المسرحي "صاده ما صاده" لم يقدم حتى الآن.
- النص المسرحي "المقنعون" لم يقدم حتى الآن.
- السهرة التلفزيونية "القلب الكبير".

### القيام بعمل المعالجة الدرامية للنصوص المسرحية التالية:
- مسرحية "محكمة العدل" للكاتب الكبير توفيق الحكيم.
- مسرحية "المهزلة الأرضية" للكاتب يوسف إدريس.
- مسرحية "مدينة الزعفران" للكاتب السيد حافظ.
- مسرحية "حكاية الفلاح عبد المطيع" للكاتب السيد حافظ.
- مسرحية "القفص" للمؤلف المسرحي فرحان هادي.
- مسرحية "غرباء لا يشربون القهوة" للكاتب محمود دياب.
- مسرحية "حالة قلق" نص مسرحية لمحمود الريشة.
- مسرحية "زهرة النور" للمؤلف المسرحي محمد على الخطيب.
- مسرحية "الرسالة الأخيرة" للمؤلف المسرحي بدر محارب.
- مسرحية "مليء الأمل" للمؤلفة المسرحية أنعام سعود.
- مسرحية "على سيف الوطن" للمؤلفة فطامي العطار.

### القيام بإخراج العروض المسرحية التالية:
- مسرحية "قاضي المحكمة" 1982م.
- مسرحية "الجوهرة" عام 1983م.
- مسرحية "حامض على بوزه" عام 1984م.
- مسرحية "موطني" عام 1987م.
- مسرحية "سهرة مجانين" عام 1989م.
- مسرحية "ممنوع الضحك... ممنوع البكاء" عام 1990م.
- مسرحية "القفص" عام 1990م.
- مسرحية "غرفة لا بنوافذ" عام 1992م.
- مسرحية "الجذور" عام 1993م.
- مسرحية "الحادث" عام 1994م.
- مسرحية "الموعد" عام 1996م.
- مسرحية "المشاجرة الأخيرة" عام 1996م.
- مسرحية "الثقوب" الرؤية الأولى عام 1998م.
- مسرحية "عشاق الأرض" عام 1999م.

## القيام بوضع الأفكار الدرامية وإخراج الأوبريتات التالية
- أوبريت "أولادنا" لوزارة الصحة عام 1987م.
- أوبريت "حكايتنا الخبر اليقين" لوزارة الصحة عام 1988م.
- أوبريت "الفرحة" لوزارة التربية عام 1989م.
- أوبريت "إسلامنا" وزارة الشئون الاجتماعية والعمل عام 1987م.
- أوبريت "موطني" لجنة الاحتفالات بالعيد الوطني المجيد عام 1988م.
- أوبريت "نحن أبناء الكويت" الهيئة العامة للشباب والرياضة(الكويت) عام 1999م.
- أوبريت "عزيزة يا كويت" عام 2001م.
- أوبريت "لى سيف الوطن" الهيئة العامة للشباب والرياضة عام 2002م.
- أوبريت "حديث الأجيال" الهيئة العامة للشباب والرياضة عام 2003م.
- أوبريت "مذكرات وطن المجد" الهيئة العامة للشباب والرياضة عام 2004م.
- أوبريت "صدى كاظمة" الهيئة العامة للشباب والرياضة (تحت التنفيذ والإعداد لعام 2005).
- أوبريت "حماة العرين" عام 2006م.
- أوبريت "الله يعز الكويت" عام 2007م بمناسبة افتتاح قناة الوطن.
- أوبريت "زمن الفارس العربي" عام 2007م بمناسبة افتتاح بطولة العالم للفروسية
- أوبريت "ديرة الطيبين" عام 2008م.
- أوبريت "النوخذه بو ناصر" عام 2009م.
- أوبريت "فريج الخير" عام 2009م.
- أوبريت "نبض الكويت" عام 2009م إنتاج روتانا.
- أوبريت "دار السلام" عام 2010م بمناسبة بطولة العالم للرماية.
- أوبريت "حماة الدستور" عام 2011م - عرض عسكري درامي
- أوبريت "كف ومجداف" عام 2012م بمناسبة افتتاح مهرجان التراث بدولة الكويت.
- أوبريت "عشق الوطن" عام 2013م - افتتاح فندق Jumeirah Beach
- أوبريت "قيثارة العرب" - عام 2013م
- أوبريت "وطن العز" عام 2012م - الشركة الوطنية للبترول - KBC
- أوبريت "ديرتي" عام 2013م - افتتاح مهرجان التراث الثاني بدولة الكويت
- أوبريت "وتبقى الكويت" عام 2014 - أداء الفنان الكبير شادي الخليج
- إخراج اللوحات الدرامية التراثية للألعاب الشعبية والفنون الكويتية الخاصة بدولة الكويت بأعمال الدورة الثانية لمهرجان الفنون

الشعبية لدول مجلس التعاون لدول الخليج العربية بسلطنة عمان عام 1986م.
- إخراج اللوحات الدرامية التراثية للألعاب الشعبية والفنون الكويتية الخاصة بدولة الكويت بأعمال الدورة الثالثة لمهرجان الفنون الشعبية لدول مجلس التعاون لدول الخليج العربية بسلطنة عمان ـ صلاله عام 1992م.
- اوبريت "سدرة الأمل" عام 2015 - اداء الفنان شادي الخليج.. برعاية جمعية السدرة للرعاية النفسية لمرضى السرطان

## المناصب والمهام الإدارية في مجال الحقل الفني
- عضو اللجنة الفنية للاحتفالات بالعيد الوطني المجيد (اليوبيل الفضي) عام 1986م بوزارة الشئون الاجتماعية والعمل.
- عضو مؤسس لمشروع مسرح الديرة ـ والذي تبنته شركة المشروعات السياحية عام 1987م.
- عضو اللجنة العليا للاحتفال بالعيد الوطني المجيد بوزارة الشئون الاجتماعية والعمل للسنوات التالية [1987 ـ 1988 ـ 1989ـ 1990 ].
- عضو اللجنة العليا لفعاليات الموسم الثقافي لمحافظة حولي عام1992م.
- عضو اللجنة العليا للدورة التأسيسية في مجال الفنون المسرحية لشباب دول مجلس التعاون لدول الخليج العربية عام 1994م.
- رئيس لجنة فعاليات الموسم الثقافي لمركز شباب السالمية عام 1993م.
- رئيس لجنة التحكيم لعروض المسرحية لحدائق الأطفال بوزارة الشئون الاجتماعية والعمل عام 1993م.
- رئيس لجنة التحكيم للمسابقة المسرحية لقطاع الشباب عام 1994م.
- المنسق العام لبرنامج الإعلام والشباب ـ قطاع الشباب عام 1998م.
- عضو الجنة المنظمة لفعاليات مهرجان الكويت المسرحي بدورته الثالثة عام 1999م ـ المجلس الوطني لثقافة والفنون والآداب.
- مقرر الجنة الإعلامية لقطاع الشباب لعام 1999م بالهيئة العامة للشباب والرياضية.
- المنسق العام للجنة العليا بالهيئة العامة للشباب والرياضة لفعاليات اختيار دولة الكويت عام 2001م عاصمة للثقافة العربية.
- المشرف العام لمشروع الورشة المسرحية لعام 2001م مسرح الشباب.
- رئيس لجنة التحكيـم للمسابقة المسرحية الثانية لقطاع الشباب عام 2001م.
- عضو لجنة النقاد المسرحية بالمهرجان المسرحي لشباب دول مجلس التعاون لدول الخليج العربية ـالدورة السادسة ـ دولة قطر عام 2001م
- المشرف العام لمشروع الورشة المسرحية الثانية لعام 2002م مسرح الشباب.
- مدير مهرجان أيام المسرح للشباب ـ الدورة الأولى عام 2003م.
- مدير المهرجان المسرحي لشباب دول مجلس التعاون لدول الخليج العربية ـ الدورة السابعة عام 2003م.
- صدر قرار مؤخراً لتكليفه بإدارة أعمال الدورة الثانية مهرجان أيام المسرح للشباب (الكويت) ـ سبتمبر 2004م.

## المحاضرات والتدريب بالورش المسرحية
- ورشة "توظيف الموروث الشعبي الكويتي بالمسرح" وزارة الشئون الاجتماعية والعمل عام 1989م.
- ورشة "توظيف الموروث الشعبي والفنون الشعبية مسرحيا تدريبات جسدية واستخدام الإيقاعات" عام 1991م مركز الرميثية الإعلاني ـ مركز تطوعي ـ انشأ بعد التحرير مباشرة.
- محاضرة حول "استخدام الفلكور الخليجي بالمسرح" ـ سلطنة عمان عام 1992.
- محاضرة حول "التجربة المسرحية الشبابية الكويتية" بالمركز الاجتماعي لمحافظة حولي عام 1993م.
- محاضرة حول (مسرح الشباب بدولة الكويت طموحات وإنجازات).
- محاضرة حول "تجربة العمل المسرحي الشبابي الخليجي" عام 2001م دولة قطر.

معقب بالندوة التطبيقية لعرض سلطنة عمان بفعاليات الدورة السادسة المهرجان المسرحي لشباب دول مجلس التعاون لدول الخليج العربية عام 2001م.
- مدرب بالورشة الميدانية في مجال تصميم العروض الفنية الاستعراضية بالمهرجانات ـ دولة الكويت عام 2002م.
- محاضرة حول "التجربة الكويتية المسرحية الشبابية" عام 2002م ـ دار الأوبرا المصرية ـ جمهورية مصر العربية.
- محاضرة حول "مستقبل المسرح المستقل بالعلم العربي" القاهرة ـ دار الأوبرا المصرية عام 2002م ـ جمهورية مصر العربية.
- محاضرة حول "الظاهرة المسرحية الصيفية" عام 2003م دولة الكويت.
- مدرب ورشة تدريب للعروض العسكرية لطلبة أكاديمية سعد العبد الله للعلوم الأمنية عام 2003م.

## كتب مجموعة من المقالات الصحفية التي تطرح بعض القضايا
- مجموعة مقالات جريدة القبس الكويتية.
- مجموعة مقالات جريدة الوطن الكويتية.
- مجموعة مقالات مجلة الشباب والرياضة.
- النشرة الشهرية لعمادة شئون الطلبة ـ جامعة الكويت.

## الجوائز والتكريم
- كرمته جامعة الكويت خلال فعاليات الملتقى المسرحي الأول لجامعة دولة الكويت عام 1995م.
- كرمته جمعية المسرحيين بدولة الإمارات العربية المتحدة عام 1996م.
- كرمه مسرح الشباب المصري عام 1999م على هامش فعاليات مهرجان القاهرة الدولي للمسرح التجريبي بدورته الثانية عشرة.
- تم تكريمه خلال فعاليات الدورة السادسة المهرجان المسرحي لشباب دول مجلس التعاون لدول الخليج العربية بدولة قطر عام 2001م.
- تم تكريمة في مهرجان الفوانيس المسرحي / الأردن 2001
- كرمه مسرح الشباب بدولة الكويت بمناسبة اليوم العالمي لمسرح عام 2002م.
- كرمته مديرية المسرح بالمملكة الأردنية الهاشمية على هامش فعاليات أيام عمان المسرحية عام 2002م.
- كرمته الهيئة العامة لشباب والرياضة لإخراجه أوبريت "على سيف الوطن" عام 2002م.
- تم تكريمة من قبل دائرة الثقافة بالشارقة: دولة الأمارات العربية المتحدة بمهرجان أيام الشارقة المسرحي 2002
- حصل على قلادة التكريم بمناسبة اليوبيل الفضي لمسرح الشباب 2005
- منحة مهرجان الكويت المسرحي قلادة التكريم عام 2007
- تم تكريمة بالمهرحان المسرحي الأكاديمي الدولي للمعهد العالي للفنون المسرحية 2014
- كرمة صاحب السمو المغفور له الشيح صباح الأحمد الجابر الصباح أمير دولة الكويت الراحل بجائزة التكريم عن مشروع الفني سدرة الأمل 2014
- منحته الأمانة العامة لدول مجلس التعاون لدول الخليج العربي "وسام الامتياز من الدرجة الأولى" لدورة في مجال الحركة المسرحية الشبابية الخليجية 2016 .الرياض بالمملكة العربية السعودية
- تم تكريمة في مهرجان الكويت الدولي للموندراما بدورته السادسة 2019.
- تم تكريمة ومنحة وسام سميحة أيوب المسرحي بمهرجان شرم الشيخ الدولي للمسرح الشبابي / جمهورية مصر العربية 2023
- نال الكثير من شهادات التقدير والدروع التذكارية لإسهاماته المسرحية المتعددة.

## المشاركات بالمهرجانات المحلية والعربية والدولية
- حاصل على وسام المسرح الكويتي حيث منحه المجلس الوطني للثقافة والفنون والآداب لدوره في الحركة المسرحية الكويتية
- تم تكريمه في مهرجان المسرح العربي بجمهورية مصر العربية عام 2005 م
- مهرجان الخليج المسرحي للشباب ـ بدورته الأولى ـ الكويت عام 1985
- مهرجان الخليج المسرحي للشباب ـ بدورته الثانية ـ دولة الإمارات العربية المتحدة عام 1987م
- مهرجان الكويت المسرحي المحلي ـ بدورته الأولى ـ الكويت عام 1989.
- مهرجان الخليج المسرحي للشباب ـ بدورته الثالثةـ دولة قطر عام 1989
- مهرجان الخليج المسرحي للشباب ـ بدورته الرابعة ـ دولة الكويت عام 1990م.
- مهرجان القاهرة الدولي للمسرح التجريبي ـ بدورته الرابعة القاهرة عام 1992م
- مهرجان الخليج المسرحي للشباب بدورته الرابعة ـ مملكة البحرين عام 1992م.
- مهرجان القاهرة الدولي للمسرح التجريبي ـ بدورته الخامسة القاهرة عام 1993م.
- مهرجان القرين الثقافي ـ الدورة الأولى الكويت عام 1994م.
- مهرجان الجامعات الدولية للمسرح ـ الدورة الثامنة ـ المغرب ـ عام 1994م
- الملتقى المسرحي الأول ـ جامعة الكويت ـ دولة الكويت عام 1995م.
- مهرجان الخليج المسرحي للشباب ـ بدورته الخامسة ـ الإمارات عام 1996م.
- مهرجان الكويت المسرحي المحلي ـ بدورته الثالثة ـدولة الكويت عام 1999م.
- مهرجان القاهرة الدولي للمسرح التجريب|مهرجان القاهرة الدولي للمسرح التجريبي]] ـ بدورته الحادية عشرة ـ القاهرة عام 1999م.
- مهرجان الكويت المسرحي المحلي ـ بدورته الخامسة ـ دولة الكويت عام 2000م.
- مهرجان القاهرة الدولي للمسرح التجريبي ـ بدورته الثانية عشرة ـ القاهرة عام 2000م.
- مهرجان الكويت المسرحي المحلي ـ بدورته الخامسة ـ دولة الكويت عام 2001م.
- مهرجان القاهرة الدولي للمسرح التجريب|مهرجان القاهرة الدولي للمسرح التجريبي]] ـ بدورته الثالثة عشرة ـ القاهرة عام 2001م
- مهرجان الخليج المسرحي لشباب ـ بدورته السادسة ـ دولة قطر عام 2001م.
- مهرجان أيام عمان المسرحية ـ بدورته الثامنة ـ المملكة الأردنية الهاشمية عام 2002م.
- مهرجان الكويت المسرحي المحلي ـ بدورته السادسة ـ دولة الكويت عام 2002م
- مهرجان القاهرة الدولي للمسرح التجريبي ـ بدورته الرابعـة عشرة ـ القاهرة عام 2002م.
- مهرجان أيام المسرح للشباب ـ بدورته الأولى ـ دولة الكويت عام 2003م
- مهرجان الخليج المسرحي للشباب ـ بدورته السابعة ـ دولة الكويت عام 2003م
- مهرجان الخرافي للإبداع المسرحي ـ بدورته الأولى ـ دولة الكويت عام 2004م
- مهرجان أيام الشارقة المسرحية ـ الدورة الرابعة عشرة ـ دولة الإمارات العربية المتحدة عام 2004م.
- مهرجان الكويت المسرحي المحلي ـ الدورة السابعة ـ دولة الكويت عام 2004م.